# Pierre de Ronsard

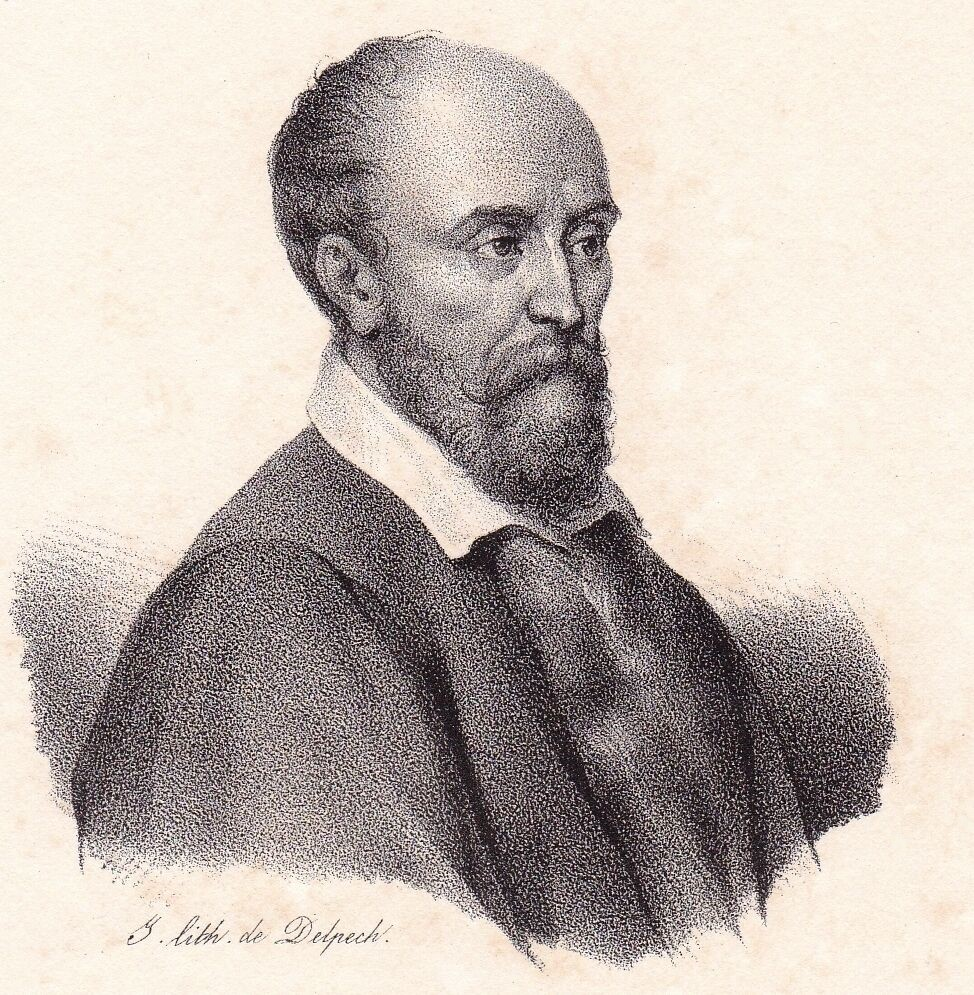
Pierre de Ronsard

Pierre de Ronsard (11. září 1524, Château de la Possonnière – 28. prosince 1585, Priorat Saint-Cosme) byl francouzský básník.
Pierre de Ronsard je považován za jednoho z největších francouzských básníků, svou generací byl nazýván princem básníků. Nejznámější básník renesanční skupiny Plejáda, potomek staré šlechtické rodiny. Částečná hluchota mu znemožnila vojenskou kariéru. Autor formálně dokonalé milostné poezie. Psal pro dvůr epigramy, ódy, hymny a elegie.

## Život
Od mládí pracoval v královských službách, ale jeho slibná kariéra diplomata byla přerušena nevyléčitelnou částečnou ztrátou sluchu. Proto se rozhodl dále studovat a psát verše. Jeho tvorba byla velmi oblíbená, dokonce ho značně oceňoval i král Karel IX., který mu poskytl místnost ve svém paláci a propůjčil opatství. Vše se ovšem změnilo s nástupem Jindřicha III., který mu již tolik nakloněný nebyl. Po ztrátě literárních přátel i obecenstva se unavený a nemocný Ronsard začal stranit společnosti a svůj čas věnoval přípravě soukromého vydání svých děl. Zemřel roku 1585 v převorství Saint-Cosme u Torsu.

## Dílo
- Sonety pro Helenu – milostná poezie
- Lásky – milostná poezie podle antických vzorů. Jedná se sbírku básní. Obsahuje 400 sonetů, ód, poem, elegií a rozprav o lásce. Dílo je věnováno Kasandře Salvialiové a Marii Dupinové a Heleně de Surgeres. Poslední část obsahující melancholické verše stárnoucího básníka, představuje vrchol jeho milostné poezie
- Pokračování lásek – sonety
- Hymny – oslava hvězd, nebe